# Early Days: Best of Led Zeppelin Volume One
Early Days: Best of Led Zeppelin Volume One är ett samlingsalbum med rockbandet Led Zeppelins tidigare låtar. Det släpptes den 23 november 1999 av Atlantic Records. Låtarna på albumet är från deras skivor 1969-1971. Se även Latter Days: Best of Led Zeppelin Volume Two.

## Låtlista
1. "Good Times Bad Times" - 2:48
2. "Babe I'm Gonna Leave You" - 6:41
3. "Dazed and Confused" - 6:27
4. "Communication Breakdown" - 2:29
5. "Whole Lotta Love" - 5:34
6. "What Is and What Should Never Be" - 4:44
7. "Immigrant Song" - 2:25
8. "Since I've Been Loving You" - 7:24
9. "Black Dog" - 4:54
10. "Rock and Roll" - 3:41
11. "The Battle of Evermore" - 5:52
12. "When the Levee Breaks" - 7:08
13. "Stairway to Heaven" - 8:02

- Spår 1–4 från Led Zeppelin
- Spår 5–6 från Led Zeppelin II
- Spår 7–8 från Led Zeppelin III
- Spår 9–13 från Led Zeppelin IV